# Meerut (Division)
Die Division Meerut ist eine Division im indischen Bundesstaat Uttar Pradesh. Der Verwaltungssitz befindet sich in der Stadt Meerut. Die Distrikte der Division sind Teil der National Capital Region und weisen einen höheren Entwicklungsgrad als der Rest von Uttar Pradesh auf.

## Distrikte
Die Division Meerut gliedert sich in sechs Distrikte:
| Distrikt            | Verwaltungssitz | Fläche in km² | Einwohner (2011) | Ew./km² |
| ------------------- | --------------- | ------------- | ---------------- | ------- |
| Gautam Buddha Nagar | Greater Noida   | 1.442         | 1.648.115        | 1.143   |
| Hapur               | Hapur           | 660           | 1.338.211        | 2.028   |
| Ghaziabad           | Ghaziabad       | 1.933         | 4.681.645        | 2.422   |
| Meerut              | Meerut          | 2.559         | 3.443.689        | 1.346   |
| Bulandshahr         | Bulandshahr     | 4.512         | 3.499.171        | 776     |
| Baghpat             | Baghpat         | 1.321         | 1.303.048        | 986     |